# Бранио сам Младу Босну (ТВ серија)
Бранио сам Младу Босну јесте телевизијска серија снимљена 2015. године. Постоји истоимени филм из 2014. године.

## Радња
28. јун 1914. године – Гаврило Принцип и његови другови, младићи који снивају о слободи, извршиће атентат на престолонаследника Аустроугарске монархије Франца Фердинанда. Суочени са огромним репресалијама Аустрије, Принцип и другови одлучили су да све признају. Међутим, без обзира на све покушаје да се у истрази нађу докази, а кривица за атентат припише влади Србије, истрага доживљава неуспех. Србија нема никакве везе са атентатом, али ништа није могло да заустави рат... Суђење младобосанцима које се одиграло октобра 1914. у Сарајеву, само је требало да да потврду аргументима за објаву рата Србији.
На суђењу које следи, у најважнијем судском пороцесу XX века, браниће их млади правник Рудолф Цистлер. Кад упозна заносе и идеале својих брањеника, наћи ће се у вртлогу емотивне драме, спреман на највећи ризик. Ово је прича о Сарајевском атентату из његовог угла...

## Улоге
| Глумац                   | Улога                            |
| ------------------------ | -------------------------------- |
| Никола Ракочевић         | Рудолф Цистлер (4 еп. 2015)      |
| Вук Костић               | Вељко Чубриловић (4 еп. 2015)    |
| Небојша Глоговац         | Лео Пфефер (4 еп. 2015)          |
| Ваја Дујовић             | Јованка Чубриловић (4 еп. 2015)  |
| Милош Ђуровић            | Гаврило Принцип (4 еп. 2015)     |
| Марко Грабеж             | Недељко Чабриновић (4 еп. 2015)  |
| Марко Павловић           | Трифко Грабеж (4 еп. 2015)       |
| Борис Исаковић           | Тужилац Фрањо Свара (4 еп. 2015) |
| Милан Марић              | Данило Илић (4 еп. 2015)         |
| Бранислав Лечић          | Ивашјук (4 еп. 2015)             |
| Вучић Перовић            | Васо Чубриловић (4 еп. 2015)     |
| Бранислав Томашевић      | Мишко Јовановић (4 еп. 2015)     |
| Љубомир Бандовић         | Наредник Мурат (4 еп. 2015)      |
| Драган Петровић Пеле     | Судија Куриналди (3 еп. 2015)    |
| Новак Билбија            | Митар Керовић (3 еп. 2015)       |
| Радослав Рале Миленковић | Малек (3 еп. 2015)               |
| Ирфан Менсур             | Адвокат Премужић (2 еп. 2015)    |
| Андреј Шепетковски       | Вељко (1 еп. 2015)               |
| Никола Васиљевић         | Усташки командир (1 еп. 2015)    |

 Остале улоге ▼
| Глумац              | Улога                           |
| ------------------- | ------------------------------- |
| Михајло Јовановић   | Виктор Рупчић (1 еп. 2015)      |
| Вили Матула         | Визнер (1 еп. 2015)             |
| Матија Ђикић        | Морић Алкалај (1 еп. 2015)      |
| Марко Јанкетић      | Иво Андрић (1 еп. 2015)         |
| Ивана В. Јовановић  | Јулијана (1 еп. 2015)           |
| Дејан Карлечик      | Доктор (1 еп. 2015)             |
| Владимир Максимовић | Хамдија Никшић (1 еп. 2015)     |
| Пеђа Марјановић     | Драго Мраз (1 еп. 2015)         |
| Бора Ненић          | Славко (1 еп. 2015)             |
| Милан Новаковић     | Иво Крањчевић (1 еп. 2015)      |
| Бранко Перишић      | Полицајац (1 еп. 2015)          |
| Андреј Пиповић      | Цветко Поповић (1 еп. 2015)     |
| Милан Поповић       | Благоје Керовић (1 еп. 2015)    |
| Кристина Савков     | Ванда Цистлер (1 еп. 2015)      |
| Јована Стојиљковић  | Јелена (1 еп. 2015)             |
| Владимир Тица       | Ивашјуков помоћник (1 еп. 2015) |
| Милан Вучковић      | Новак (1 еп. 2015)              |
| Стефан Вукић        | Наредник (1 еп. 2015)           |
| Иван Заблаћански    | Ендлихер (1 еп. 2015)           |

| Редитељ                   | Срђан Кољевић  | (4 еп. 2015)                       |
| Сценариста                | Срђан Кољевић  | (4 еп. 2015)                       |
| Сценограф                 | Зорана Петров  | (4 еп. 2015)                       |
| Костимограф               | Борис Чакширан | (4 еп. 2015)                       |
| Одсек за камеру и расвету | Пепи Бонев     | други помоћник камере (4 еп. 2015) |

## Епизоде
| Сезона | Епизода | Назив | Датум              |
| ------ | ------- | ----- | ------------------ |
| 1      | 1       | /     | 25. јануара 2015.  |
| 1      | 2       | /     | 1. фебруара 2015.  |
| 1      | 3       | /     | 8. фебруара 2015.  |
| 1      | 4       | /     | 15. фебруара 2015. |